# Auguste Bauchet
Auguste-Alexandre-Joseph Bauchet, né le 28 janvier 1852 à Amiens et mort dans la même ville avant 1922, est un général français.

## Etats de service
(extrait)
- 1879 : Sort de l'école de Guerre en tant que capitaine; rejoint l'Algérie avec les officiers topographes ;
- 1890 : Capitaine d'artillerie, chef du bureau topographique de l'État-major des troupes de l'Indo-Chine ;
- 11 juillet 1908 : Général de Brigade à l'Etat major du 19e corps d'armée[1]

## Publication
- Notice sur les cartes de l'Indo-Chine française dressées au Bureau topographique de l'État-major : Par ordre de M. le Général commandant en chef les troupes de l'Indo-Chine, Hachette Bnf, coll. « Histoire » (réimpr. =2013) (1re éd. 1890), 26 p. (ISBN 2012961738, EAN 9782012961739).

## Généalogie
- Fils d'Alexandre Bauchet (1810-1890), garde du génie et de Clémence Saudemont (1828-1888) ;
- Il épouse en 1892 à Héliopolis (Guelma) Rose Lavie (1861-1929), dont :
  - Pierre (1895-1898) ;
  - Marie-Louise (1897-) x 1922 Louis Ricaud (1888-1926)

## Distinctions
- Commandeur de la Légion d'honneur[1].